# 1546 Izsak
Izsak (asteróide 1546) é um asteróide da cintura principal, a 2,8110037 UA. Possui uma excentricidade de 0,116698 e um período orbital de 2 073,58 dias (5,68 anos).
Izsak tem uma velocidade orbital média de 16,69616139 km/s e uma inclinação de 16,14787º.
Esse asteróide foi descoberto em 28 de Setembro de 1941 por György Kulin.